# Loubens-Lauragais
Loubens-Lauragais (tiếng Occitan: Lobenç) là một xã thuộc tỉnh Haute-Garonne trong vùng Occitanie ở tây nam nước Pháp.